# Cayetano Bonnín
Cayetano Bartolomé Bonnín Vásquez (ur. 30 czerwca 1990 w Palma de Mallorca) – hiszpański piłkarz występujący na pozycji obrońcy w klubie Vibonese Calcio.